# Epitranus observator
Epitranus observator är en stekelart som beskrevs av Walker 1862. Epitranus observator ingår i släktet Epitranus och familjen bredlårsteklar. Inga underarter finns listade i Catalogue of Life.